# Centrale hydroélectrique de Kuurna
La centrale hydroélectrique de Kuurna (finnois : Kuurnan voimalaitos) est une centrale hydroélectrique située à Kontiolahti  en Finlande.